# Amber Bondin
Amber Bondin (Kalkara, 26 mei 1991) is een Maltees zangeres.

## Biografie
Amber Bondin nam op zestienjarige leeftijd deel aan twee talentenjachten: Trid Tarah en The Academy. Ze bouwde hiermee enige bekendheid op in eigen land, die versterkt werd door twee jaar later tweede te eindigen in ID. Het leverde haar een eerste platencontract op. In 2010 eindigde ze als vierde in de Malta Hit Song Contest met Take It Easy. In dat jaar won ze ook het Konkors Kanzunetta Indipendenza met het nummer Trid Taprezza.
In 2011 waagde ze haar kans in Malta Eurosong 2011, de Maltese voorronde voor het Eurovisiesongfestival. Met het nummer Catch 22 eindigde ze op de dertiende plek. Het was het begin van een reeks van vijf deelnames op rij. In 2012 werd ze met Answer With Your Eyes derde, een jaar later vierde met In Control en in 2014 wederom vierde met Because I Have You. In Malta Eurovision Song Contest 2015 was het dan eindelijk raak. Met Warrior haalde ze het maximum van de punten. Hierdoor mocht ze haar vaderland vertegenwoordigen op het Eurovisiesongfestival 2015 in de Oostenrijkse hoofdstad Wenen. Ze kon er niet doorstoten naar de finale.

## Deelnames aan Malta Eurovision Song Contest
| Jaar | Nummer                | Prestatie |
| ---- | --------------------- | --------- |
| 2011 | Catch 22              | 13de      |
| 2012 | Answer with your eyes | 3de       |
| 2013 | In control            | 4de       |
| 2014 | Because I have you    | 4de       |
| 2015 | Warrior               | 1ste      |

1971: Joe Grech · 
1972: Helen & Joseph · 
1975: Renato · 
1991: Paul Giordimaina & Georgina · 
1992: Mary Spiteri · 
1993: William Mangion · 
1994: Chris & Moira · 
1995: Mike Spiteri · 
1996: Miriam Christine · 
1997: Debbie Scerri · 
1998: Chiara · 
1999: Times Three · 
2000: Claudette Pace · 
2001: Fabrizio Faniello · 
2002: Ira Losco · 
2003: Lynn Chircop · 
2004: Julie & Ludwig · 
2005: Chiara · 
2006: Fabrizio Faniello · 
2007: Olivia Lewis · 
2008: Morena · 
2009: Chiara · 
2010: Thea Garrett · 
2011: Glen Vella · 
2012: Kurt Calleja · 
2013: Gianluca Bezzina · 
2014: Firelight · 
2015: Amber · 
2016: Ira Losco · 
2017: Claudia Faniello · 
2018: Christabelle · 
2019: Michela · 
2021: Destiny Chukunyere · 
2022: Emma Muscat · 
2023: The Busker · 
2024: Sarah Bonnici · 
2025: Miriana Conte